# Amitolane Dorsa
Gli Amitolane Dorsa sono una struttura geologica della superficie di Venere.